# Șerbănești (okręg Vrancea)
Șerbănești – wieś w Rumunii, w okręgu Vrancea, w gminie Corbița. W 2011 roku liczyła 281
mieszkańców